# 아바르트 1500 비포스토
아바르트 1500 비포스토(이탈리아어: Abarth 1500 Biposto)는 당시 베르토네에서 일하던 이탈리아의 차량 디자이너 프란코 스칼리오네가 디자인한 실험적 쿠페 차량이다. 이 차는 1952년 토리노 모터쇼에서 선보이게 되었다. 토리노 쇼 이후, 이 차는 패커드에 인수되어 미국 디트로이트로 옮겨져 디자인 영감을 얻는 데 사용되었다.

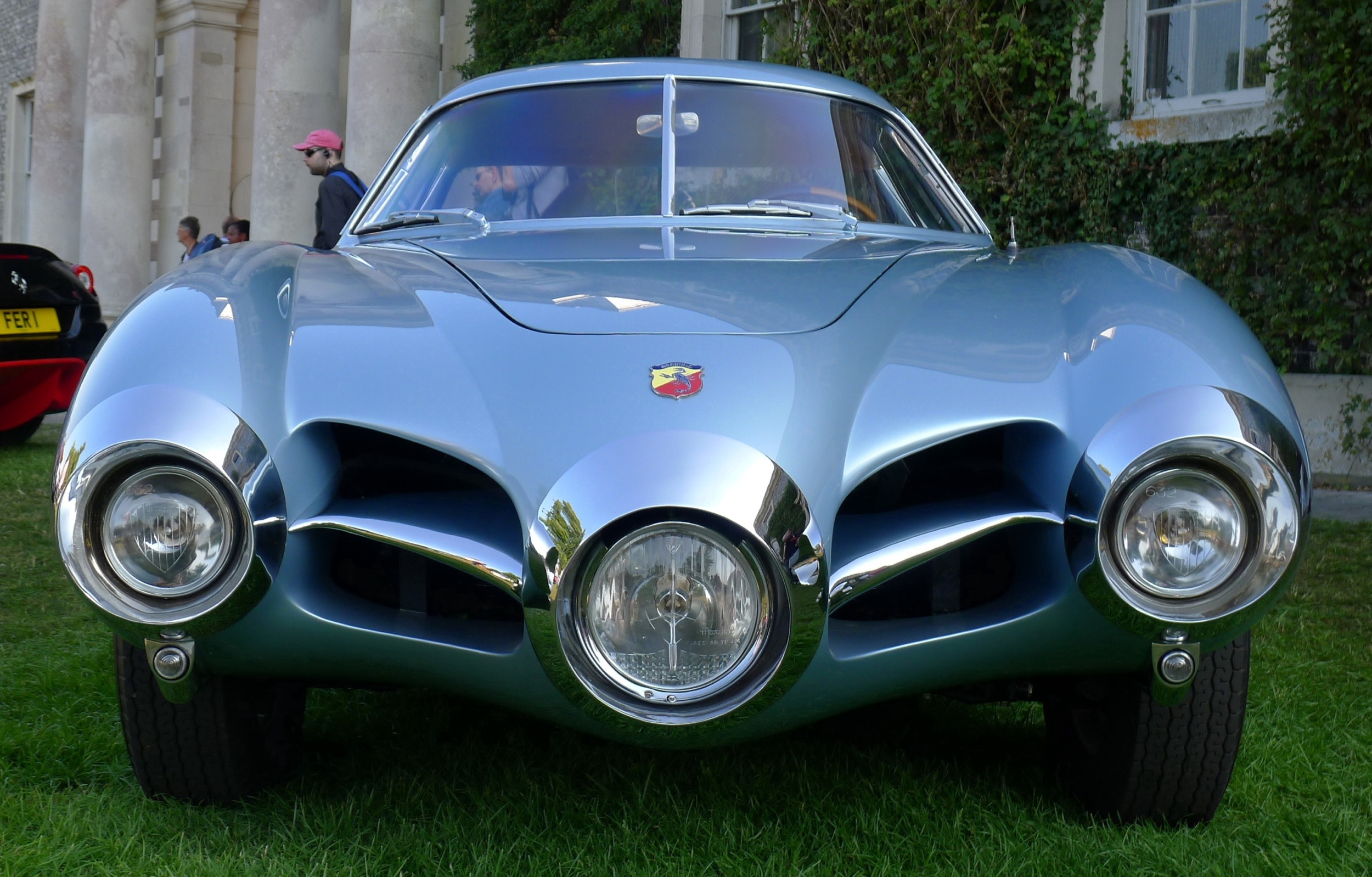
아바르트 1500 비포스토 전면

비포스토는 1953년 중반에 패커드의 새로운 광고 슬로건을 제안한 자동차 저널리스트 딕 스미스(영어: Dick Smith)에게 상으로 주어졌다. 스미스는 20년 동안 이 차를 거의 운전하지 않고 보관했다. 이 차는 2003년 경매에 부쳐져 역사적인 레이서이자 자동차 수집가이자 복원가인 크리스 M. 드레이크(영어: Chris M. Drake)가 인수할 때까지 모습을 드러내지 않았다.
이 차는 이전의 터커 토피도와 비슷한 중앙 헤드라이트와 후면의 지느러미 형태로 구성된 미래 지향적인 디자인을 특징으로 한다. 이 디자인은 알파 로메오 B.A.T. 시리즈 컨셉트카의 길을 열어준 것으로 여겨진다.
크리스 M. 드레이크가 7년간 복원한 후 공개한 이 차량은 2010년 페블 비치 자동차 전시회에서 권위 있는 그란 투리스모 트로피(Gran Turismo Trophy)를 수상했으며 레이싱 게임 시리즈인 그란 투리스모 6, 그란 투리스모 스포트 및 그란 투리스모 7에도 등장한다. 이 차는 2011년 3월 권위 있는 아멜리아 아일랜드 콩쿠르에서 최우수상을 수상했으며, 그 해 말에는 굿우드 카르티에(Goodwood Cartier) "스타일 에 럭스"(Style Et Luxe)에도 출품되었다.